# Ematurga nocturna
Ematurga nocturna är en fjärilsart som beskrevs av Otto Staudinger 1915. Ematurga nocturna ingår i släktet Ematurga och familjen mätare. Inga underarter finns listade i Catalogue of Life.